# John Lennox (1793-1873)
John George Lennox (3 octobre 1793 - 10 novembre 1873) est un soldat britannique et un homme politique whig.

## Biographie
Il est le deuxième fils de Charles Lennox (4e duc de Richmond) et de Charlotte Gordon. Il rejoint l'armée en 1811 et est un aide de camp auprès du duc de Wellington de 1813 à 1818. Il est élu au Parlement pour Chichester en 1819 (succédant à son père), poste qu'il occupe jusqu'en 1831. Il représente ensuite le Sussex entre 1831 et 1832 et Sussex Ouest entre 1832 et 1841.
Il est Lord de la chambre du prince Albert de 1840 jusqu'à sa mort en 1861.
Il épouse Louisa Fredericka, fille de John Rodney, en 1818. Ils ont plusieurs enfants, dont le major-général Augustus Lennox et le général Wilbraham Lennox. Elle meurt en janvier 1865. Lennox lui survit huit ans et meurt en novembre 1873, à l'âge de 80 ans.